# Kormat 2
Koordinati:   44°56′46″N, 14°34′29″E
Kormat 2 je majhen nenaseljen otoček v Jadranskem morju. Pripada Hrvaški.
Otoček leži okoli 2 km jugovzhodno od rta Tenka punta na otoku Plavnik. Njegova površina meri 0,046 km². Dolžina obalnega pasu je 1,37 km. Najvišja točka na otočku doseže višino 10 mnm.